# (3084) Kondratyuk
(3084) Kondratyuk (1977 QB1) – planetoida z głównego pasa planetoid okrążająca Słońce w ciągu 3,81 lat w średniej odległości 2,44 au. Odkryta 19 sierpnia 1977 roku. Została nazwana na cześć radzieckiego teoretyka kosmonautyki i inżyniera Jurija Kondratiuka.